# Kolumna Maryjna w Międzylesiu
Kolumna wotywna Najświętszej Maryi Panny w Międzylesiu – późnobarokowa wolnostojąca konstrukcja architektoniczna, w kształcie słupa, wsparta na cokole, zdobiona figurami świętych.

## Historia
Kolumna maryjna ufundowana w 1698 r. przez hrabiego Michaela Wenzela von Althanna, miejscowego magnata i właściciela majoratu międzyleskiego. Została zbudowana na chwałę Najświętszej Maryi Panny po powodziach i pożogach, jako wotum za ochronę miasta przed powodziami oraz pożarem miasta. (W 1686 r. Międzylesie zniszczył pożar i powódź. W 1689 r. nad Międzylesiem miało miejsce wielkie oberwanie chmury. Nysa Kłodzka wylała, powodując duże szkody. Ponowna powódź nawiedziła miasto w 1696 r.). Kolumna wzorowana była na praskiej kolumnie maryjnej, ufundowanej w 1650 r. przez cesarza Ferdynanda III Habsburga. Została wzniesiona w 1698 r. Była jedną z kilku kolumn maryjnych na ziemi kłodzkiej. Stała się jednym z najbardziej widocznych znaków barokowej architektury ziemi kłodzkiej. Kolumna maryjna na rynku stanowiła pomnik zwycięstwa wiary katolickiej nad protestancką, manifestując siłę wiary w katolickich krajach, w okresie rekatolicyzacji szczególnie w XVII i XVIII wieku.
W latach 1932–1934 została odnowiona podstawa kolumny i balustrada przez rzeźbiarza Bergmanna z Bystrzycy Kłodzkiej.

## Architektura
Kolumna wykonana jest z szarego piaskowca. Stoi w centrum miasta, na trójkątnym wydłużonym rynku, w środkowej jego części na niewielkim skwerze otoczonym zielenią. Konstrukcja architektoniczna ustawiona jest na dwustopniowej ośmiobocznej płycie, na obrzeżach płyty osadzona jest balustrada wykonana z piaskowca wsparta na stylizowanych prostokątnych filarkach. Na środku płyty osadzony jest cokół kolumny w kształcie krzyża greckiego, którego ramiona tworzą cztery postumenty zakończone spłaszczonymi wolutami. Na wolutach stoją figury czterech świętych: Wacława, Benedykta, Huberta, Michała Archanioła. Na środku cokołu ustawiona jest czworoboczna stylizowana baza, na której osadzona jest okrągła wysoka kolumna. Na kolumnie, zwieńczonej toskańską głowicą stoi posąg Marii z Dzieciątkiem. Na cokole na czołowych ścianach krzyża greckiego napis z czterech stron: „ORA PRO NOBIS S. MARI”. Wykonanie kolumny przypisywane jest tzw. "warsztatowi lesickiemu".

## Galeria

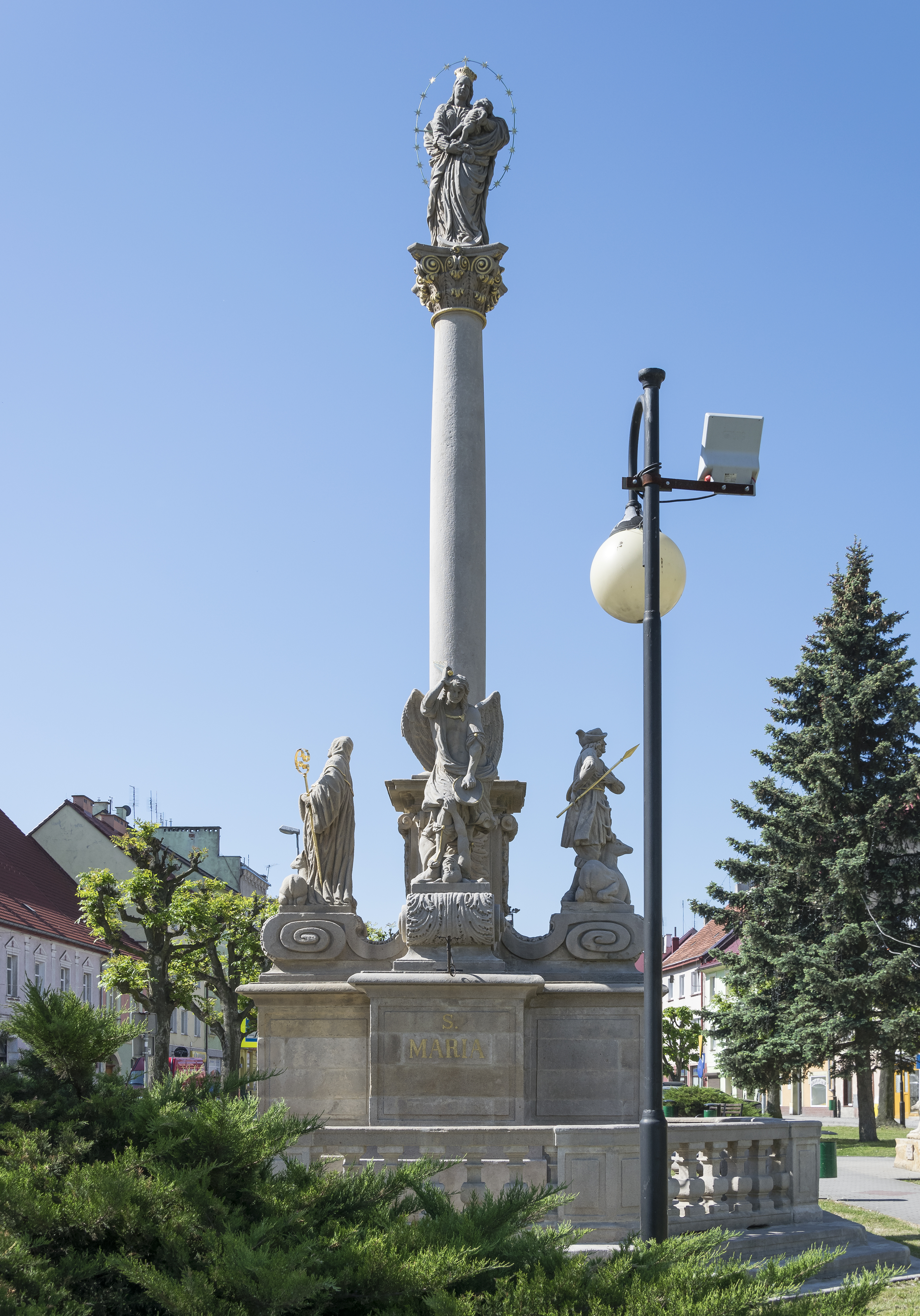
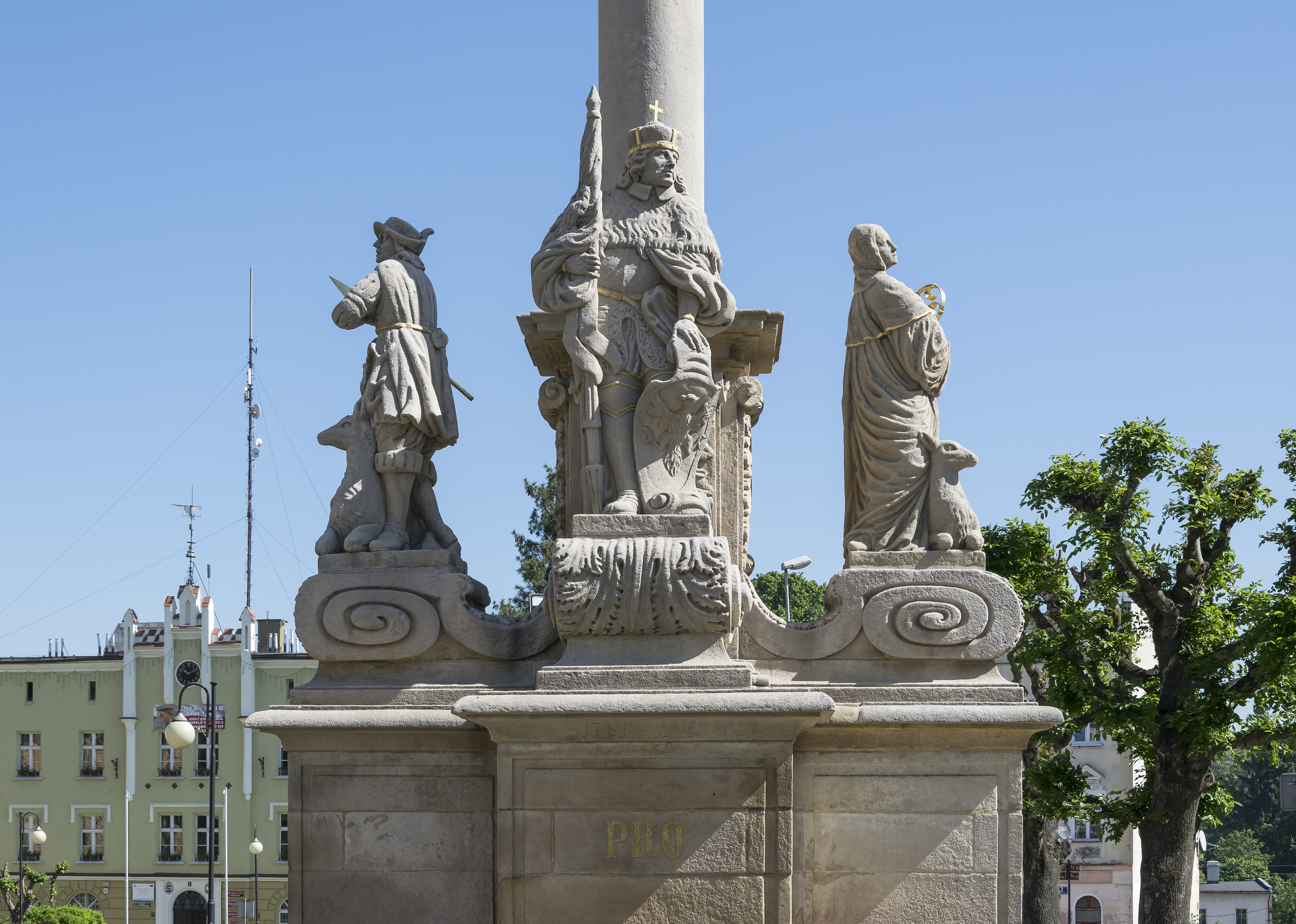
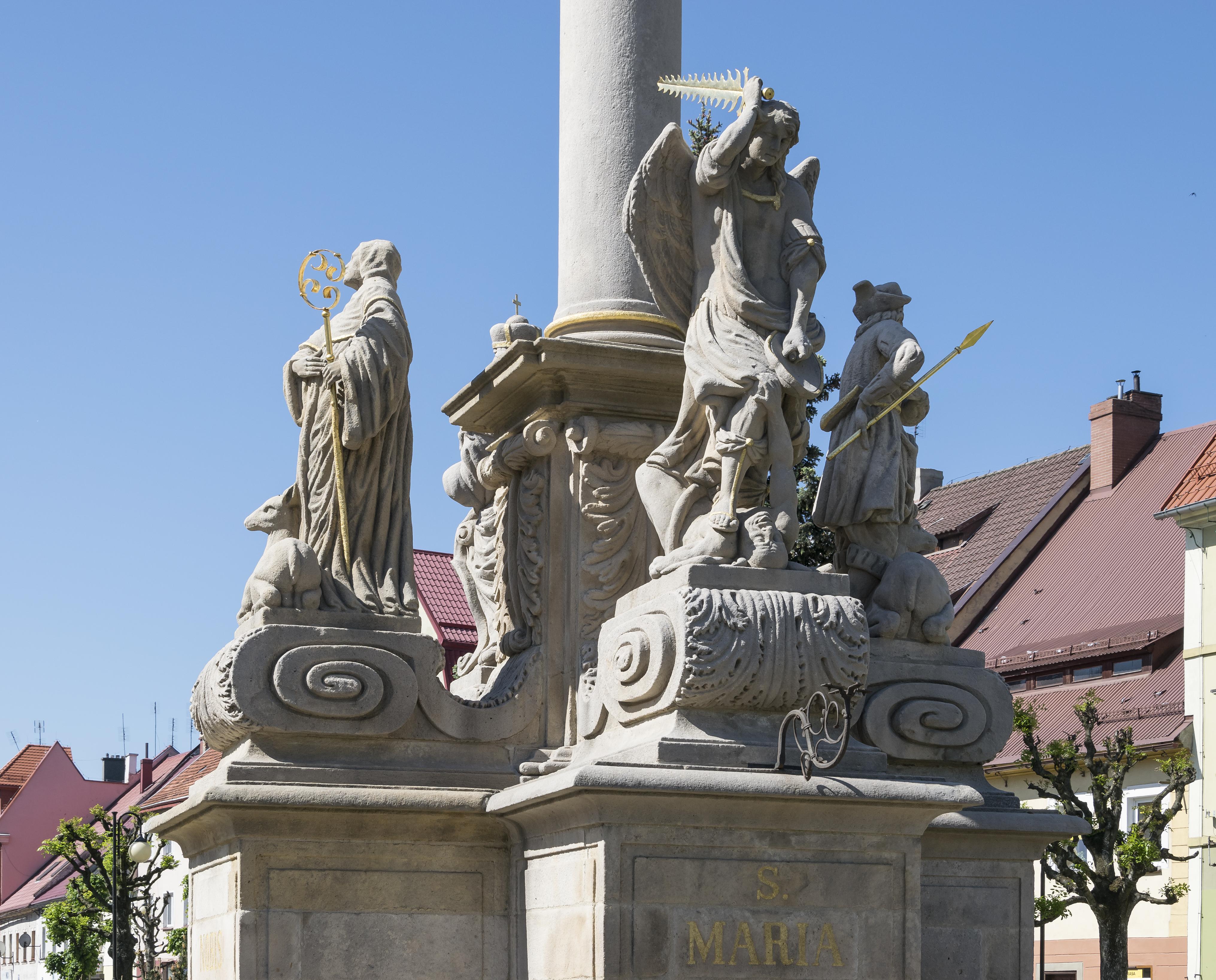
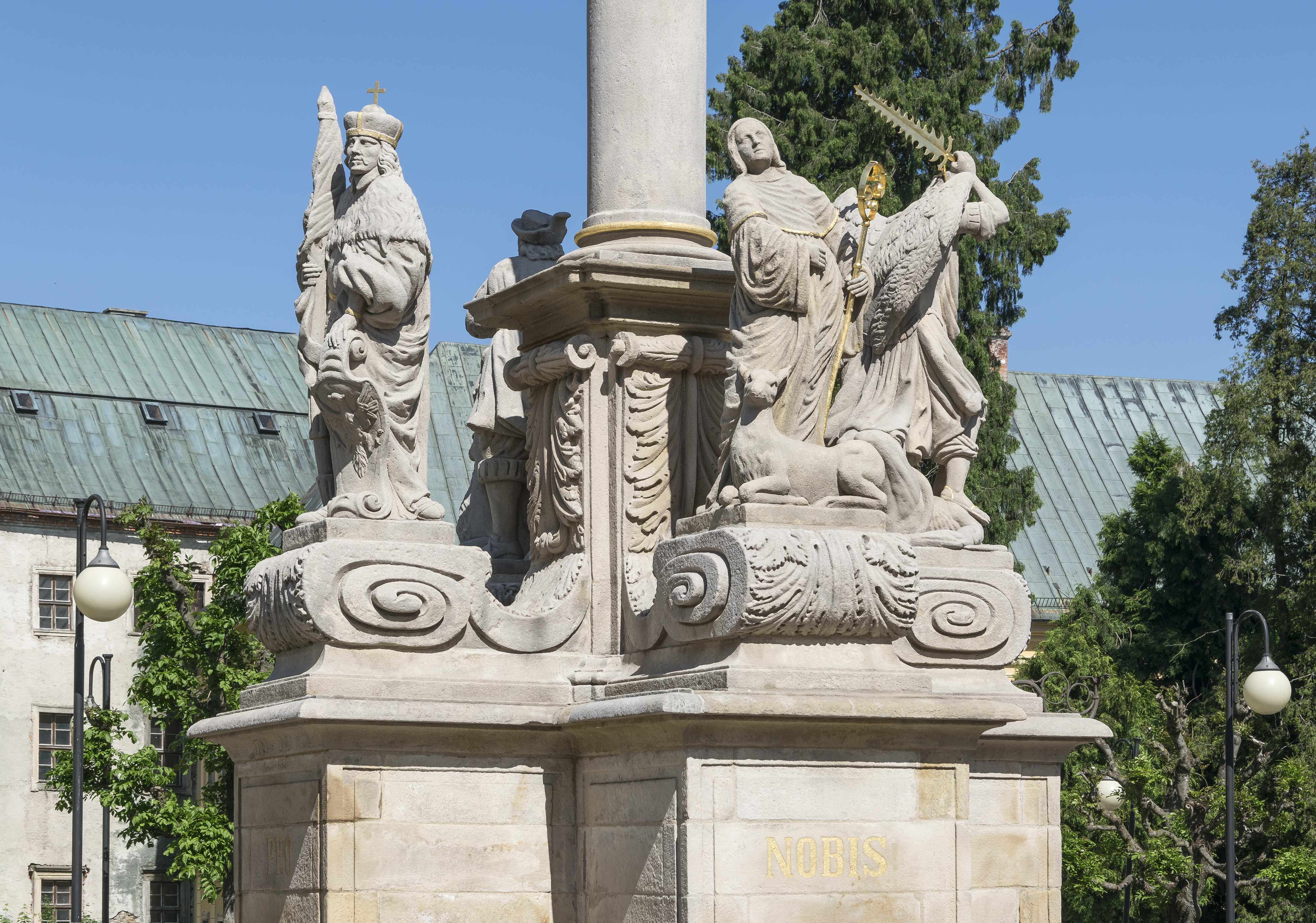
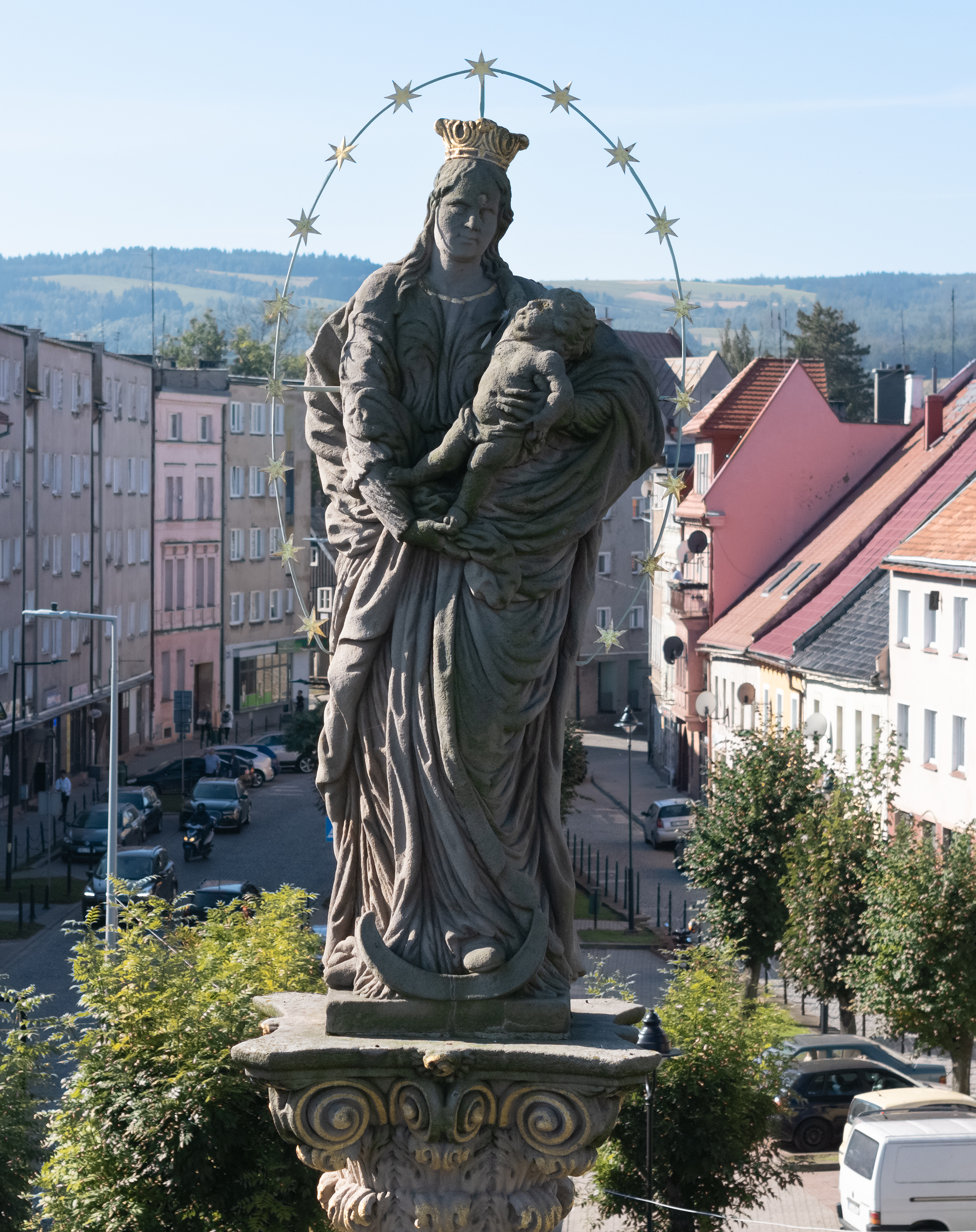
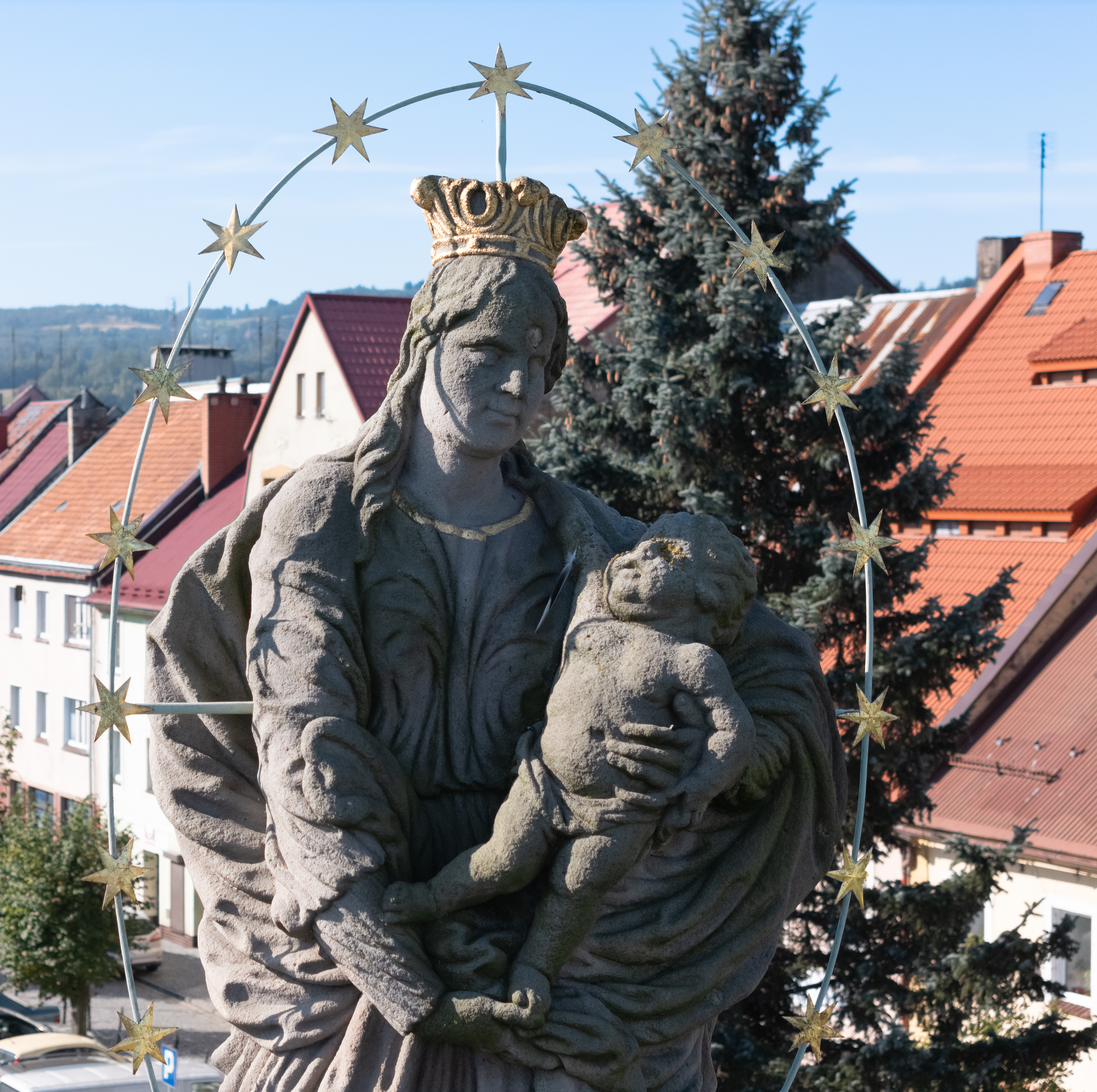